# Spiris
Spiris là một chi bướm đêm thuộc phân họ Arctiinae, họ Erebidae.

## Các loài
- Spiris striata Linnaeus, 1758
- Spiris bipunctata